# Генератор Ван де Граафа

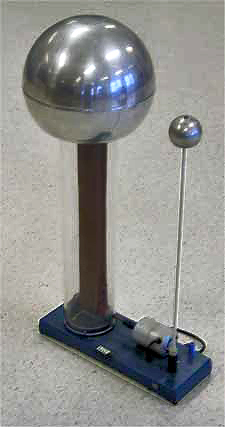
Електростатичний генератор ван де Граафа

Генера́тор Ван де Граа́фа — різновид електростатичного генератора, прискорювач заряджених частинок, генератор високої напруги.
Для створення високої постійної напруги в генераторі ван де Граафа використовуються електризація тертям. Таким методом можна досягнути напруги до кількох мегавольт. Значення напруги обмежене виникненням коронного розряду між сферичними електродами. Відповідно, енергія прискорених частинок обмежена кількома мегаелектронвольтами на одиницю заряду.
Зважаючи на невелике прискорення, електростатичний генератор дозволяє досліджувати тільки низькоенергетичні ядерні реакції. Однак він знайшов широке прикладне використання у фізиці твердого тіла, як прилад, що дозволяє вивчати приповерхневі шари речовини, проводити іонну імплантацію тощо.

## Будова й принцип дії

Схема генератора, див. пояснення в тексті

Простий генератор Ван де Граафа складається з діелектричної (шовкової або гумової) стрічки (4 і 5 на малюнку), що обертається на роликах 3 і 6, причому верхній ролик діелектричний, а нижній металевий і з'єднаний з землею. Один з кінців стрічки укладений у металеву сферу 1. Два електроди 2 і 7 у формі щіток знаходяться на невеликій відстані від стрічки зверху і знизу, причому електрод 2 з'єднаний з внутрішньою поверхнею сфери 1. Поблизу нижнього електрода повітря іонізується, утворюються позитивні іони під дією сили Кулона рухаються до заземленого 6 ролика й осідають на стрічці, завдяки чому частина стрічки, що рухається вгору, заряджається. Стрічка доставляє заряд всередину сфери 1, де він знімається щіткою 2 завдяки тому, що всі заряди виштовхуються на поверхню сфери і поле всередині сфери створюється тільки додатковим зарядом на стрічці. Таким чином на зовнішній поверхні сфери накопичується електричний заряд. Можливість отримання високої напруги обмежена коронним розрядом, що виникають при іонізації повітря навколо сфери.
Основний принцип роботи генератора випливає з законів розподілення заряду в провідниках. Заряд концентрується на зовнішній поверхні сфери. В середині сфери заряд відсутній. Саме це допомагає стікати заряду з електризованої стрічки і накопичувати його на сфері. Тому генератор може працювати і без заземлення та додаткових джерел енергії. Стрічка може електризуватись від тертя, потім віддавати заряд сфері. Звідси і різниця потенціалів на стрічці, яка піднімається до сфери і опускається від неї, та на відповідних електродах.
Сучасні генератори Ван де Граафа замість стрічок використовують ланцюги, що складаються з металевих і пластикових ланок, що чергуються між собою.

## Характеристики
Промислові електростатичні генератори дають струм до 100 мкА. Пучки іонів добре колімовані, енергія на виході може бути стабілізована з точністю до 10 кеВ.

## Історія відкриття
Електростатичний генератор був винайдений в 1929 році в Принстонському університеті американським фізиком Робертом ван де Граафом. Спочатку він інтенсивно використовувався в ядерній фізиці для вивчення ядерних реакцій, але доволі швидко інтерес фізиків змістився в бік вищих енергій, і генератор ван де Граафа втратив своє значення для переднього фронту ядерної фізики, хоча знайшов застосування в прикладній фізиці.

## Тандемні генератори
Для підвищення енергії прискорених частинок удвічі використовуються тандемні генератори. В них заряджений позитивно сферичний електрод (кондуктор) розташований посередині резервуара з високим тиском. Використовується джерело від'ємно заряджених іонів. Ці іони прискорюються, рухаючись із далекого кінця резервуара до додатно зарядженого кондуктора. На кондукторі вони обдираються, втрачаючи електрони й перетворюючись на додатно заряджені йони. Для обдирання від'ємних іонів їх пропускають через металічну фольгу або через канал з високою густиною газу. Утворені позитивні йони прискорюються ще раз, рухаючись до негативно зарядженого електрода.